# Tropas Imperiais e Reais de Aviação Austro-Húngaras
As Tropas Imperiais e Reais de Aviação (em alemão: Kaiserliche und Königliche Luftfahrtruppen) foi o ramo aéreo das Forças Armadas do Império Austro-Húngaro até que o mesmo deixou de existir em 1918. Participou em diversos conflitos durante a sua breve existência, nomeadamente durante a Primeira Guerra Mundial, na Frente Oriental e na Frente Italiana. Apesar de ter sido, em tamanho, muito mais pequena que as suas contemporâneas alemã e britânica, lutou com bastante bravura e tenacidade durante a guerra, com o apoio de recursos e aeronaves do Império Alemão.
A sua formação começou em 1893 com o uso de balões de observação e, quando a Primeira Guerra Mundial começou, apenas tinha 10 balões de observação, 85 pilotos e entre 35 a 40 aeronaves. Durante o conflito, os números de efectivos e aeronaves iria aumentar imenso, de acordo com as necessidades operacionais.